# Benefit
Benefit es el tercer álbum de la banda de rock Jethro Tull, que fue lanzado en 1970. Para la grabación del mismo, se unió a la banda el teclista John Evan. Si bien muchos lo sitúan entre los mejores discos de la banda, suele ser considerado inferior a los álbumes que lo rodean. Tras la grabación del mismo abandonaría la formación el bajista Glenn Cornick.

## Puesto en las listas de éxitos
- Puesto en las listas de EE. UU.: 11.
- Puesto en las listas de UK: 3.

## Lista de temas
| #   | Título                                | Autor          | Interpretaciones | Tiempo |
| --- | ------------------------------------- | -------------- | ---------------- | ------ |
| 1.  | "With You There to Help Me"           | (Ian Anderson) |                  | 6:15   |
| 2.  | "Nothing to Say"                      | (Ian Anderson) |                  | 5:10   |
| 3.  | "Inside"                              | (Ian Anderson) |                  | 3:46   |
| 4.  | "Son"                                 | (Ian Anderson) |                  | 2:48   |
| 5.  | "For Michael Collins, Jeffrey and Me" | (Ian Anderson) |                  | 3:47   |
| 6.  | "To Cry You a Song"                   | (Ian Anderson) |                  | 6:09   |
| 7.  | "A Time for Everything?"              | (Ian Anderson) |                  | 2:42   |
| 8.  | "Teacher"                             | (Ian Anderson) |                  | 3:57   |
| 9.  | "Play in Time"                        | (Ian Anderson) |                  | 3:44   |
| 10. | "Sossity, You're a Woman"             | (Ian Anderson) |                  | 4:31   |

### Versión con [pistas adicionales (2001)
| #   | Título                                    | Autor          | Interpretaciones | Tiempo |
| --- | ----------------------------------------- | -------------- | ---------------- | ------ |
| 1.  | "With You There to Help Me"               | (Ian Anderson) |                  | 6:15   |
| 2.  | "Nothing to Say"                          | (Ian Anderson) |                  | 5:10   |
| 3.  | "Alive and Well and Living In"            | (Ian Anderson) |                  | 2:48   |
| 4.  | "Son"                                     | (Ian Anderson) |                  | 2:48   |
| 5.  | "For Michael Collins, Jeffrey and Me"     | (Ian Anderson) |                  | 3:47   |
| 6.  | "To Cry You a Song"                       | (Ian Anderson) |                  | 6:09   |
| 7.  | "A Time for Everything"                   | (Ian Anderson) |                  | 2:42   |
| 8.  | "Inside"                                  | (Ian Anderson) |                  | 3:46   |
| 9.  | "Play in Time"                            | (Ian Anderson) |                  | 3:44   |
| 10. | "Sossity, You're a Woman"                 | (Ian Anderson) |                  | 4:31   |
| 11. | "Singing All Day" (bonus track)           | (Ian Anderson) |                  | 3:57   |
| 12. | "Witch's Promise" (bonus track)           | (Ian Anderson) |                  | 3:57   |
| 13. | "Just Trying to Be" (bonus track)         | (Ian Anderson) |                  | 3:57   |
| 14. | "Teacher" (Original UK Mix) (bonus track) | (Ian Anderson) |                  | 3:49   |

- Originalmente el álbum contenía el tema "Alive and Well and Living In" en lugar de "Teacher", pero fue reemplazada por el éxito que tuvo esta última como single. La reedición del año 2001, sin embargo, la agrega, cambia de lugar "Inside" y reemplaza "Teacher" por otra versión de la misma, agregándola como un bonus track.

## Versiones
Se han hecho 17 versiones de este álbum en todo el mundo.
| Título  | Formato                | Discográfica              | N.º catálogo       | País           | Año  |
| ------- | ---------------------- | ------------------------- | ------------------ | -------------- | ---- |
| Benefit | (LP, álbum)            | Chrysalis                 | ILPS 9123          | Reino Unido    | 1970 |
| Benefit | (LP)                   | Island Records, Chrysalis | 6339 009           | Alemania       | 1970 |
| Benefit | (LP, álbum)            | Chrysalis                 | CHM 41043          | Canadá         | 1970 |
| Benefit | (LP, álbum)            | Reprise Records           | RS 6400            | Estados Unidos | 1970 |
| Benefit | (LP, álbum)            | Sonet                     | SLP-3004           | Suiza          | 1970 |
| Benefit | (LP, álbum, 2ª ed.)    | Reprise Records           | RS 6400            | Estados Unidos | 1970 |
| Benefit | (LP, álbum, reedición) | Chrysalis                 | 6307 516           | Alemania       | 1973 |
| Benefit | (LP, álbum)            | Chrysalis                 | CHR 1043           | Estados Unidos | 1973 |
| Benefit | (LP, álbum)            | Chrysalis                 | 6307 516           | Grecia         | 1977 |
| Benefit | (LP, álbum)            | Chrysalis                 | PV 41043           | Estados Unidos | 1977 |
| Benefit | (CD, álbum)            | Chrysalis                 | 7243 5 35457 2 7   | Estados Unidos | 2001 |
| Benefit | (CD, álbum)            | Chrysalis                 | 7243 5 35457 2 7   | Europa         | 2001 |
| Benefit | (CD, álbum)            | Chrysalis                 | CDP 32 1043 2      | Europa         |      |
| Benefit | (CD, álbum)            | Chrysalis, Chrysalis      | VK 41043, DIDX 443 | Estados Unidos |      |
| Benefit | (CD, álbum)            | Chrysalis, Chrysalis      | F2 21043, DIDX 443 | Estados Unidos |      |
| Benefit | (LP, álbum)            | Chrysalis                 | CHR 1043           | Reino Unido    |      |
| Benefit | (LP, álbum)            | Chrysalis                 | 02 658             | Europa         |      |

## Intérpretes
- Ian Anderson: flauta y voz.
- Martin Barre: guitarra eléctrica.
- Glenn Cornick: bajo.
- Clive Bunker: batería.

con:
- John Evan: piano y órgano.

## Anecdotario
El inicio instrumental de "Just Trying to Be" se utilizó durante años como coletilla de Radio Nacional de España en la década de los setenta.